# Генетичка равнотежа популације
Генетичка равнотежа популације односи се на законитост да се учесталост алела у популацији из генерације у генерацију не мења ако се задовоље одређени услови:
- да је популација довољно велика (модел подразумева бесконачно велику популацију);
- укрштање јединки те популације је случајно;
- да се генерације између јединки не поклапају;
- да одсуствују фактори који ремете генетичку равнотежу популације:
  - мутације,
  - миграције,
  - природна селекција,
  - генетички дрифт

Популација има генетичку структуру исказану кроз фреквенцију (учесталост) алела и одговарајућих генотипова.
Основни закон популационе генетике је Харди – Вајнбергов закон. 
Ова два научника, независно један од другог, су математичким путем доказали да процеси наслеђивања не мењају учесталост алела и генотипова у узастопним генерацијама, чиме је популација у равнотежи. То је закон идеалне популације, која је јако ретка у природним условима пошто су популације у природи стално изложене утицајима фактора који ту равнотежу ремете. Због тога је она у динамичкој равнотежи - мутације и миграције уносе нове алеле (гене) које природна селекција одбацује или прихвата у зависности од спољашње средине.
У популацији која је у равнотежи могуће је, на основу учесталости алела одредити учесталост одговарајућих генотипова (или фенотипова) и обратно, о чему и говори Харди-Вајнбергов закон. Генетичка структура популације одржава се из генерације у генерацију (у равнотежи је), тј. учесталост гена и генотипова остају непромењене ако су задовољени горенаведени услови.
Овај закон најлакше се илуструје на гену који има два алела : доминантан алел (А) и рецесиван алел (а). У родитељској генерацији (родитељи су хетерозиготи) ови алели су присутни у гаметима са фреквенцијама p (за доминантан алел А) и q (за алел а) :
P: Аа x Аа
F1: АА, Аа, aA, аа (види табелу)
|         |       | женке   | женке   |
| A (p)   | a (q) |         |         |
| ------- | ----- | ------- | ------- |
| мужјаци | A (p) | AA (p2) | Aa (pq) |
| мужјаци | a (q) | aA (qp) | aa (q2) |

Потомачка генерација F1 поседује три различита генотипа:
- АА - чија је учесталост
- Аа са учесталошћу 2pq
- аа, са учесталошћу .

Пошто је популација у равнотежи исте фреквенције се појављују генерацијама, те важе за целу популацију (100% или 1) па је њихов збир једак 100% или 1 :
p2 (AA) + 2pq (2Aa) + q2 (aa) = 100% (1 ) Харди-Вајнбергова формула
Ова једначина је развијени облик израза (р+q )2 = 1, што значи да је и 
p + q = 1, одакле је p = 1 – q или q = 1 - p .
То показује међузависност алела и генотипова које ти алели образују. Ако се учесталости алела не промене, учесталости генотипова у следећој генерацији остаће исте и обрнуто, што значи да је популација у генетичкој равнотежи.
Ако је позната учесталост рецесивног фенотипа (особине) у одређеној популацији, могуће је на основу тога израчунати фреквенцију алела и генотипова.
Нпр. ако знамо да је учесталост албино особа 25%, онда можемо да израчунамо колика је учесталост алела и генотипова у тој популацији:
- прво рачунамо учесталост рецесивног алела а, пошто се албинизам наслеђује аутозомно-рецесивно: q2(aa)= 0,25 па је онда q = 0,5 (50%)
- када је познато q, онда се из једначине p + q = 1 израчунава р = 0,5
- према учесталости алела једноставно је израчунати учесталост генотипова:
  - доминантан хомозигот (АА) р2 = 0,25 или 25%
  - хетерозигот (2Аа) 2pq =2 х 0,5 х 0,5 = 0,50 или 50%
  - рецесиван хомозигот (аа) q2 = 0,25 или 25%